# Ike Davis
Ike Davis, właśc. Isaac Benjamin Davis (ur. 22 marca 1987 w Edinie, Minnesota) – amerykański baseballista, który występował na pozycji pierwszobazowego.

## Przebieg kariery
Davis studiował na Arizona State University, gdzie w latach 2006–2007 grał w drużynie uniwersyteckiej Arizona State Sun Devils. W 2008 został wybrany w pierwszej rundzie draftu z numerem osiemnastym przez New York Mets i początkowo występował w klubach farmerskich tego zespołu, między innymi w Binghamton Mets, reprezentującym poziom Double-A. We wrześniu 2009 był w składzie reprezentacji USA na mistrzostwach świata, na których zdobył złoty medal.
W Major League Baseball zadebiutował 19 kwietnia 2010 w meczu przeciwko Chicago Cubs, w którym zaliczył dwa uderzenia i RBI. W sezonie 2011 wystąpił w zaledwie 36 meczach z powodu kontuzji kostki, której doznał w starciu z trzeciobazowym Mets Davidem Wrightem. 18 czerwca 2012 w spotkaniu z Baltimore Orioles, rozgrywanego w ramach interleague play, zdobył pierwszego w karierze grand slama. 29 lipca 2012 w meczu przeciwko Arizona Diamondbacks zdobył trzy home runy i jednocześnie został dziewiątym zawodnikiem w historii klubu, który tego dokonał. 5 kwietnia 2014 w meczu przeciwko Cincinnati Reds, wchodząc jako pinch hitter w drugiej połowie dziewiątej zmiany, zdobył dającego zwycięstwo 6-3 grand slama.
18 kwietnia 2014 w ramach wymiany zawodników przeszedł do Pittsburgh Pirates. Pierwszego home runa w barwach nowego klubu (grand slama w drugiej połowie czwartej zmiany) zdobył 21 kwietnia 2014 w wygranym przez Pirates 6–5 meczu z Cincinnati Reds. W listopadzie 2014 przeszedł do Oakland Athletics, zaś w lutym 2016 Texas Rangers.
13 czerwca 2016 został zawodnikiem New York Yankees, jednak po rozegraniu 8 meczów, w których uzyskał trzy odbicia na trzynaście podejść, został odesłany do zespołu (Triple-A) Scranton/Wilkes-Barre RailRiders.
27 stycznia 2017 podpisał niegwarantowany kontrakt z Los Angeles Dodgers.